# Prima rivolta serba
La prima rivolta serba (in serbo Први српски устанак?, Prvi srpski ustanak) fu una rivolta nazionale del popolo serbo, che durò circa nove anni (dal 1804 al 1813), per ottenere l'indipendenza dall'Impero ottomano. Soffocata nel 1813, fu seguita dalla seconda rivolta serba, che nel 1815 fece nascere il Principato di Serbia.

## L'occupazione ottomana

### La situazione del popolo

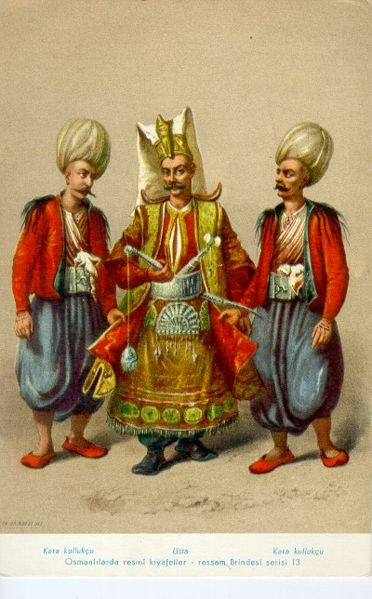
Giannizzeri

Durante l'occupazione ottomana dei Balcani, l'unica istituzione nazionale dei serbi ancora esistente fu la chiesa ortodossa. La chiesa manteneva vive le tradizioni popolari, e l'appartenenza ad essa era praticamente l'unica caratteristica che permettesse alla popolazione cristiana dei Balcani di essere definita serba. All'inizio del XIX secolo essere ortodossi e serbi coincideva: era, quindi, la religione e non più la discendenza dalle antiche tribù slave a cementare il popolo serbo e a farlo restare coeso.
La politica ottomana nei confronti delle popolazioni serbe alternò momenti di particolare crudeltà ad altri di maggiore libertà. I serbi vivevano in villaggi isolati, lontani dalle vie di comunicazione, mentre le città erano popolate per lo più da turchi o da slavi convertiti. I rapporti tra serbi e turchi non erano molto frequenti, ma i primi godevano di pochissimi diritti, soprattutto in caso di dispute coi secondi: era raro che i tribunali riconoscessero colpevoli quei musulmani che si macchiavano di qualche delitto contro un cristiano.
Mentre i monasteri godevano di una certa autonomia e del diritto di coltivare la fede cristiana, i villaggi erano spesso preda di razzie e di repressioni. Molto spesso, le truppe occupanti, rapivano giovani serbi che erano condotti a Costantinopoli per essere convertiti all'Islam, educati militarmente e inseriti nei corpi paramilitari dei giannizzeri, impiegati nelle terre occupate per reprimere le rivolte e controllare il territorio.

### Gli Hajduk
I serbi accusati di irregolarità nel pagamento delle tasse o di delitti contro un musulmano, coloro che avevano ricevuto un torto da un turco e sapevano di non poter avere giustizia per le vie ordinarie e coloro che cadevano in disgrazia presso un notabile ottomano, non avevano altra possibilità che fuggire nei boschi per non essere uccisi o per organizzare una vendetta. Questi uomini vennero definiti Hajduk (Xајдук). Dapprima individualmente, poi in modo sempre più organizzato, quanti si davano alla macchia per sfuggire alle persecuzioni divennero eroi popolari, individuati come protettori delle popolazioni vessate. Tra di loro c'erano anche semplici briganti, ma nei secoli gli hajduk si caratterizzarono come bande armate in lotta col potere ottomano. Le principali azioni degli hajduk erano assalti alle carovane di mercanti (per lo più ottomani), furti nelle case dei turchi e rapimenti per avere un riscatto. In tutti i distretti serbi tra il XVIII e il XIX secolo furono istituiti speciali corpi di polizia, i Panduri, col compito di catturare gli hajduk ai quali era comminata la pena di morte mediante decapitazione, impalamento o, più raramente, fucilazione. Le autorità ottomane erano solite organizzare pubbliche esecuzioni e lasciare i cadaveri degli hajduk esposti lungo le principali strade o nelle città. Questo inorridiva ulteriormente le popolazioni serbe che appoggiavano e nascondevano i ribelli con maggior impegno.

### La guerra austro-turca

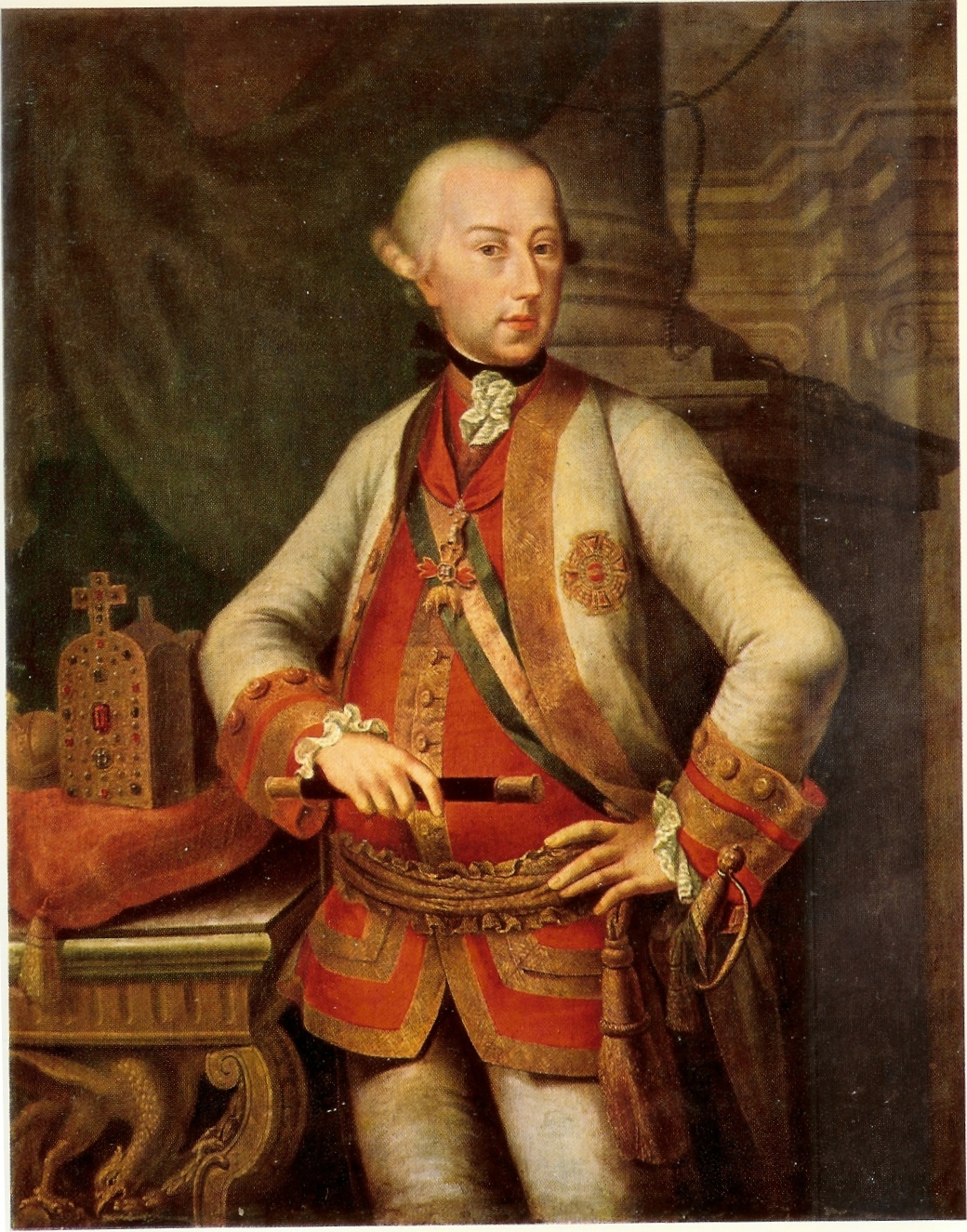
L'imperatore Giuseppe II

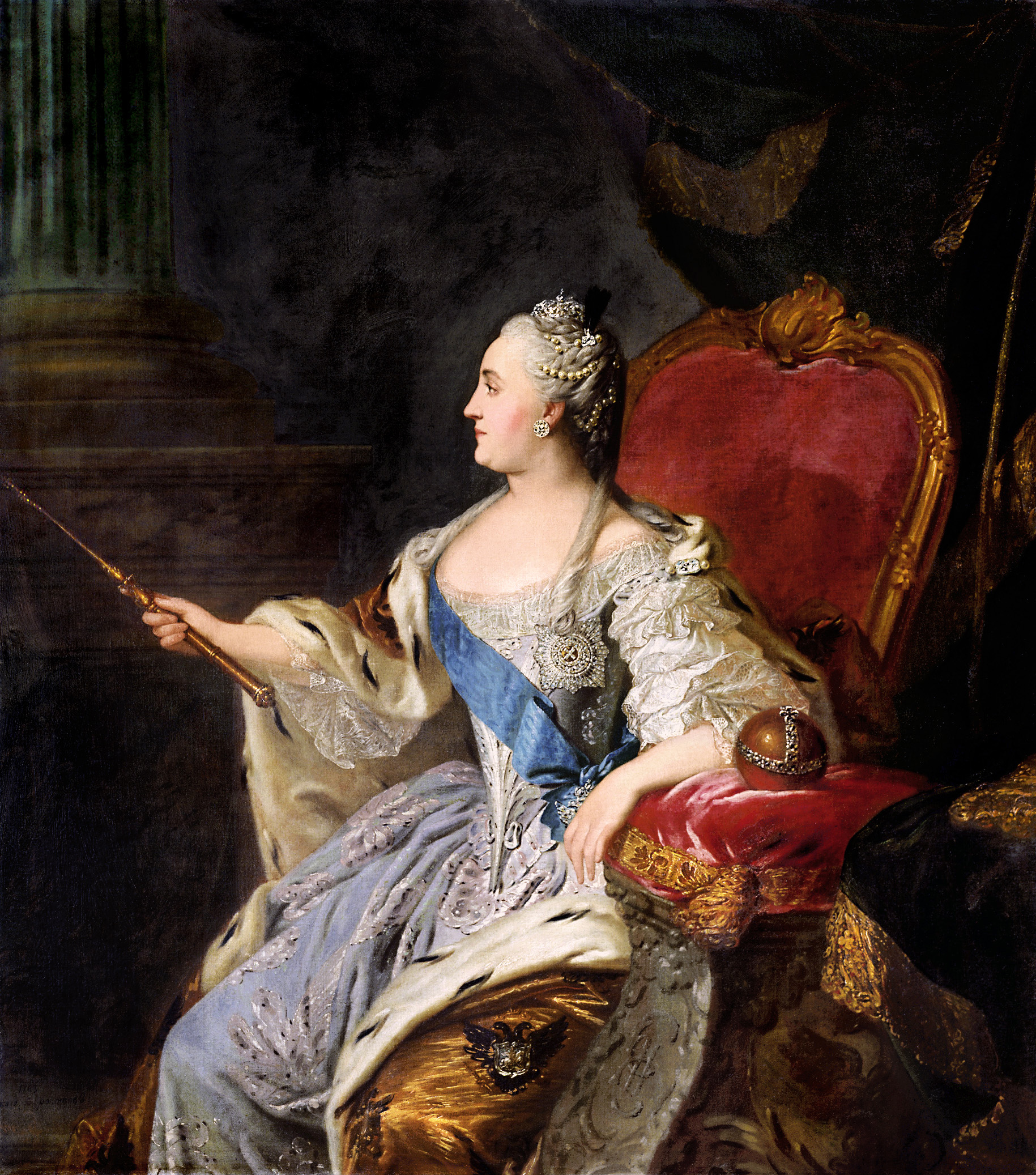
L'Imperatrice Caterina II

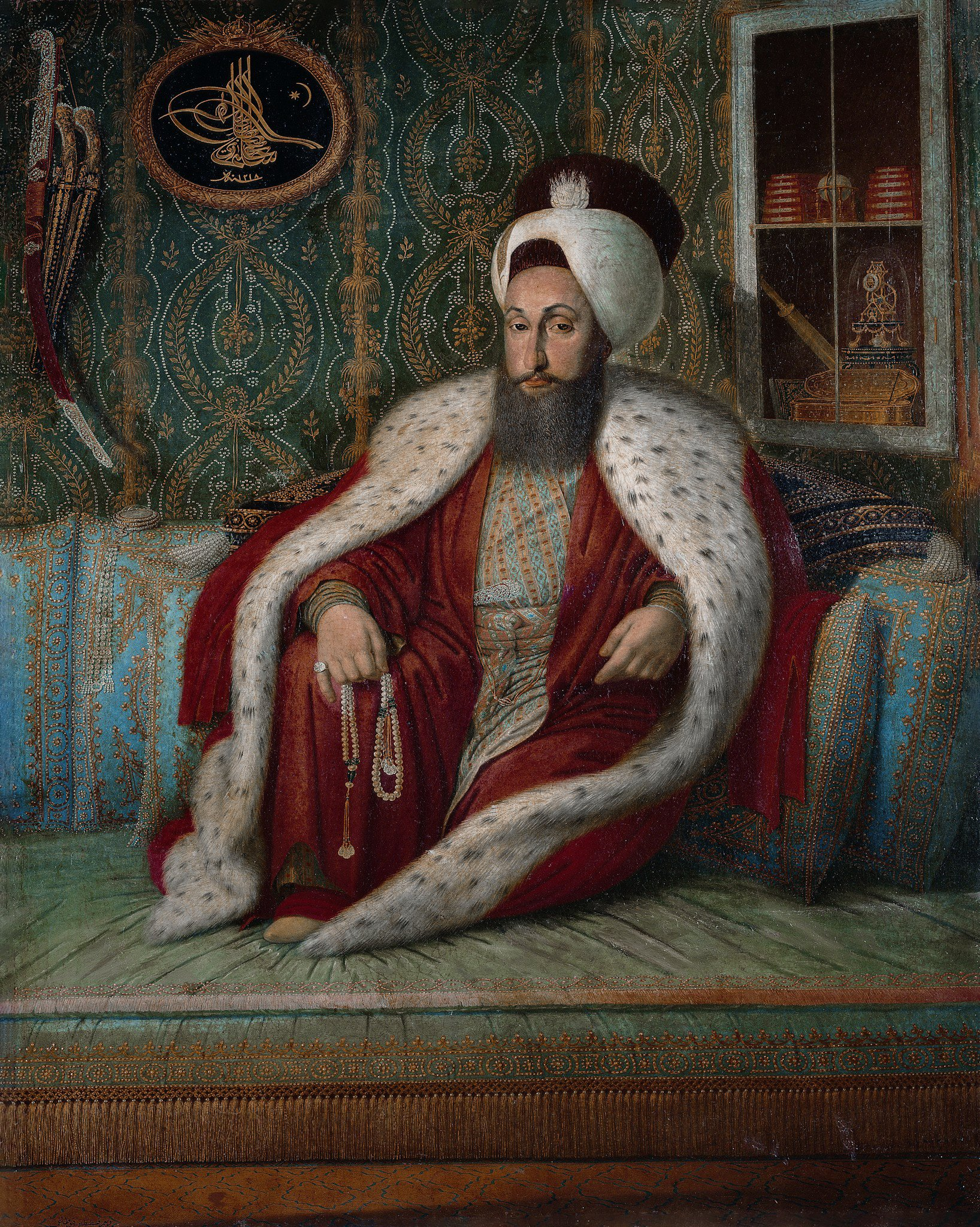
Il sultano Selim III

Nel 1788 l'imperatore austriaco Giuseppe II, alleato con la Russia di Caterina II, mosse guerra all'Impero ottomano. I combattimenti si protrassero fino al 1791 e nei ranghi dell'armata asburgica furono arruolati anche numerosi serbi. In occasione della guerra, infatti, le autorità turche intensificarono i rastrellamenti di sovversivi nella regione di Belgrado per recuperare armi, accompagnandoli con violenze e intimidazioni verso la popolazione locale. Molti serbi, quindi fuggirono oltre in fiume Sava ed entrarono nell'esercito imperiale; tra di loro, numerosi erano hajduk, e tra questi, Karađorđe Petrović.
La guerra fu vinta dall'Austria anche a causa della condotta dei giannizzeri che ormai, sempre più disobbedienti al potere centrale e dediti alla corruzione, non avevano assolto i loro compiti nell'esercito; in particolare il capo dei giannizzeri di Belgrado negoziò di propria iniziativa la resa con Giuseppe II.
Il Sultano Selim III, nel 1791, decise di punire i giannizzeri nell'ambito di un rinnovamento dell'amministrazione dell'impero: inviò un suo legato, Bećir-Paša a Belgrado per scacciarli e ricondurre la città sotto la piena sovranità ottomana. Riportato l'ordine, Bećir-Paša partì, ma i giannizzeri tornarono a Belgrado e uccisero il nuovo pascià. Il sultano inviò ancora l'esercito e nel 1793 i giannizzeri furono definitivamente sconfitti anche con l'apporto di combattenti serbi.
Il pascià di Belgrado, Mustafa, riconobbe alla popolazione cristiana una maggiore autonomia, stabilì un decremento delle imposte che gravavano sul popolo, mise a capo di ogni villaggio un nobile serbo con l'autorità di amministrare la giustizia e la polizia, creò un'armata composta da turchi e da serbi per proteggere i confini dell'impero.

## La rivolta

### Il ritorno dei giannizzeri

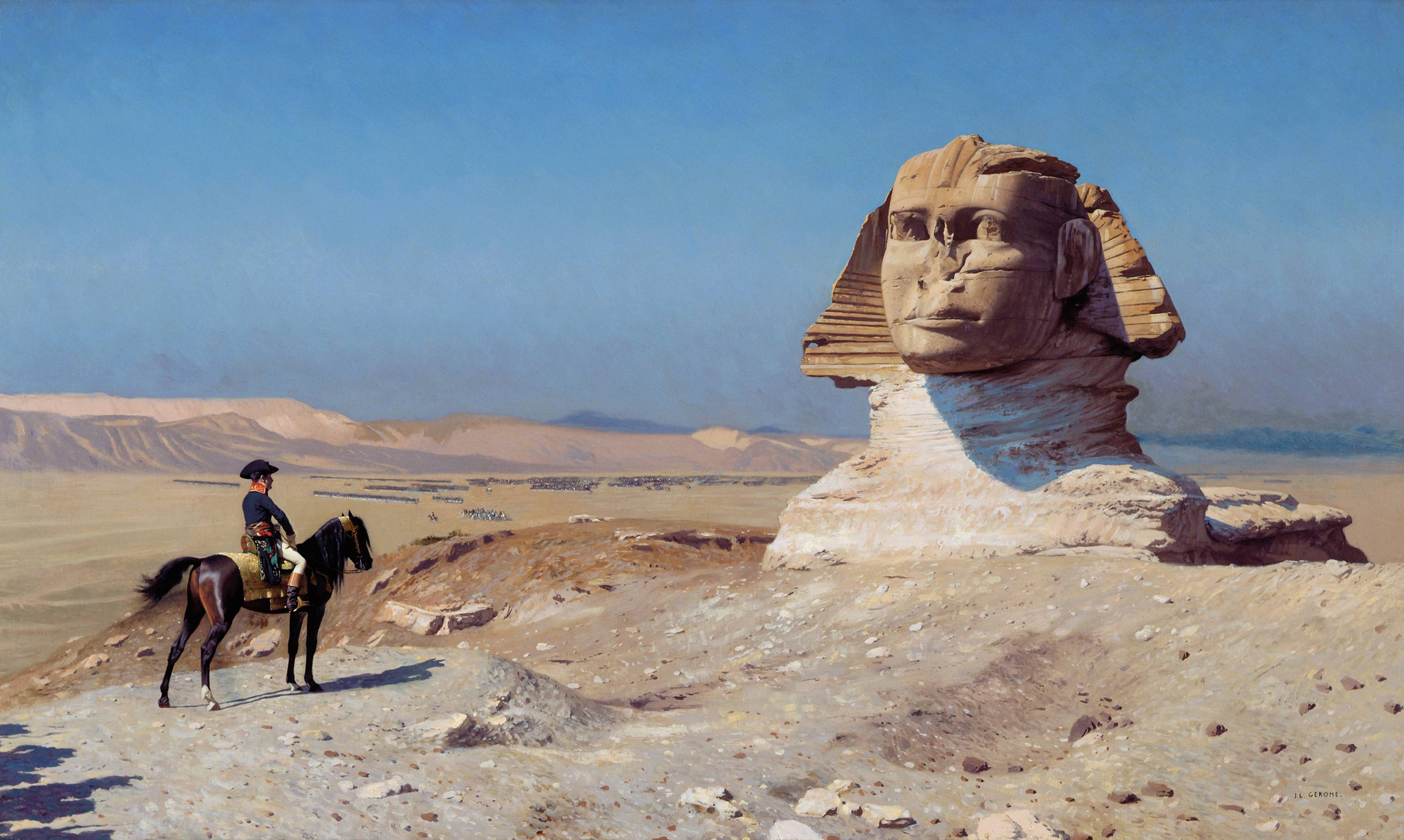
Napoleone conquista l'Egitto

Nel 1798 Napoleone Bonaparte invase l'Egitto che apparteneva all'Impero ottomano. Selim III aveva bisogno di una notevole forza militare per contrastare l'avanzata francese, per questo concesse il perdono a tutti quei dissidenti interni che si fossero sottomessi alla sua autorità e avessero combattuto nell'esercito. Tra costoro c'erano anche i giannizzeri ai quali fu concesso di rientrare nella regione di Belgrado. Mustafa-Paša non permise loro di entrare in città, ma li fece stanziare nelle campagne circostanti, dove, per ricreare quella ricchezza che avevano perduto al tempo della loro cacciata, si diedero a razzie, furti, devastazioni e massacri nei villaggi serbi. Trucidarono numerosi capi villaggio e, nel 1801, assaltarono la fortezza di Belgrado uccidendo Mustafa-Paša. Ripreso il potere, abolirono tutti i privilegi concessi dal sultano alla popolazione e alle autorità serbe.

### Il massacro dei notabili
Le violenze nella regione di Belgrado si protrassero fino al 1804: in questi anni, molti serbi si riorganizzarono in bande armate e lottarono contro i soprusi dei giannizzeri, assaltandoli a loro volta. Per ritorsione, i giannizzeri decisero l'uccisione di settanta notabili, episodio passato alla storia come massacro dei notabili o dei principi (cеча кнезова, seča knezova). I nobili sfuggiti all'uccisione decisero, quindi, d'iniziare una rivolta armata organizzata, con l'aiuto del popolo.

### L'inizio della rivolta
Il 14 febbraio 1804 la popolazione in rivolta si riunì nei pressi del villaggio di Orašac nella provincia di Šumadija. Karađorđe Petrović fu designato capo dell'insurrezione. Nel pomeriggio dello stesso giorno, gli insorti incendiarono il caravanserraglio della cittadina e massacrarono i turchi che vi si trovavano. Altri villaggi vicini ebbero la stessa sorte, e la rivolta si estese. Furono liberate le città di Valjevo e Požarevac, e Belgrado fu posta d'assedio.
Il sultano, informato del sollevamento, cercò di negoziare coi ribelli. Alcuni dei giannizzeri di Belgrado fuggirono sull'isola Ada Kaleh al centro del Danubio, ma furono trucidati. I negoziati fallirono e Selim III organizzò una campagna militare contro la rivolta. Nel 1805 l'esercito ottomano e le armate ribelli guidate da Karađorđe si affrontarono a Ivankovac, e i turchi furono costretti a ripiegare su Niš.

### Il nuovo assetto della Serbia

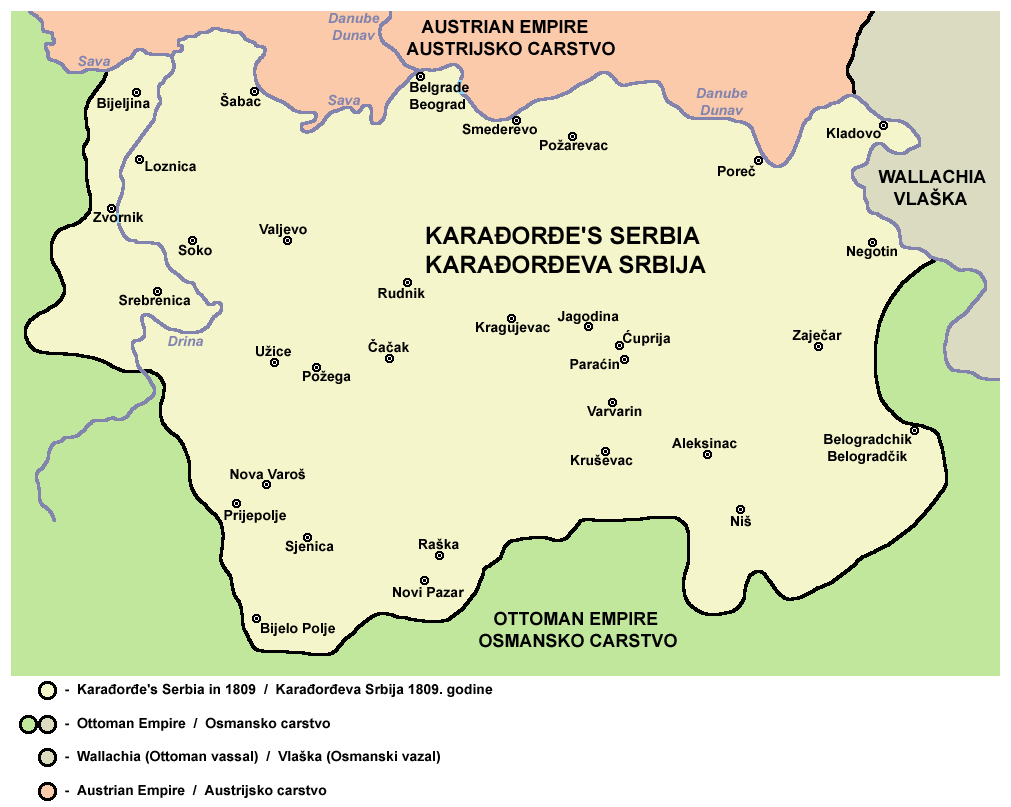
La Serbia nel 1809

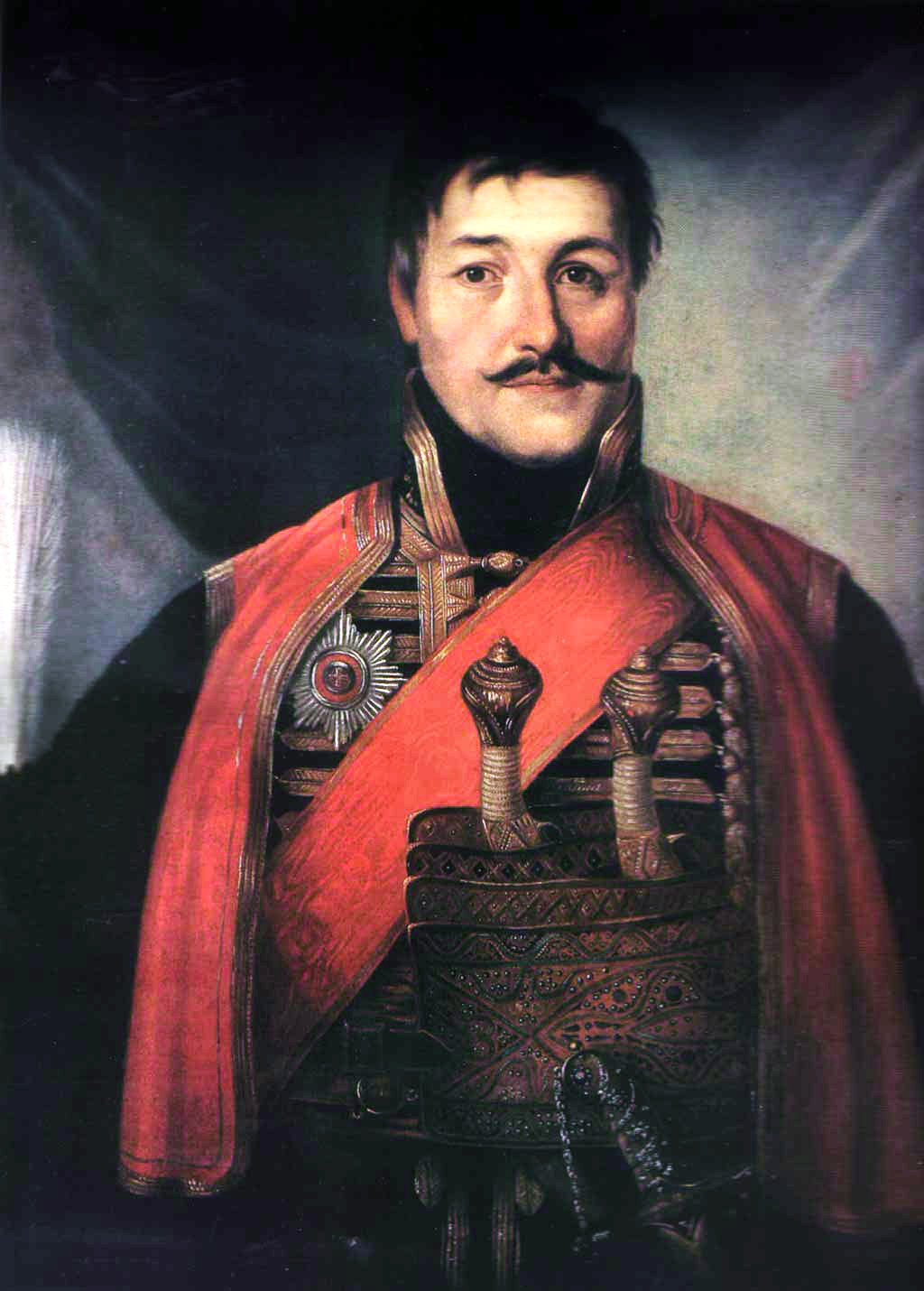
Karađorđe Petrović

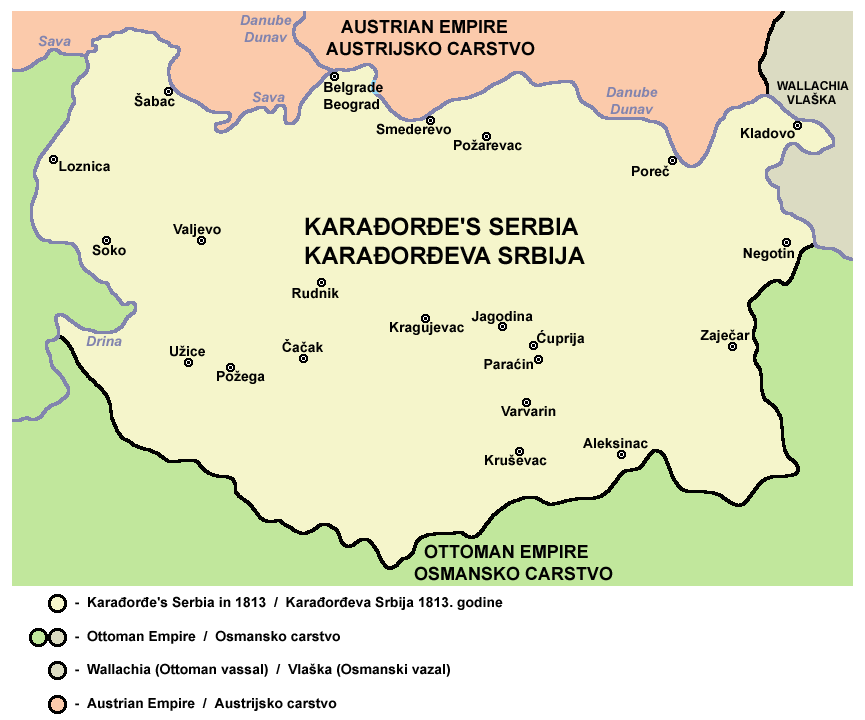
La Serbia nel 1813

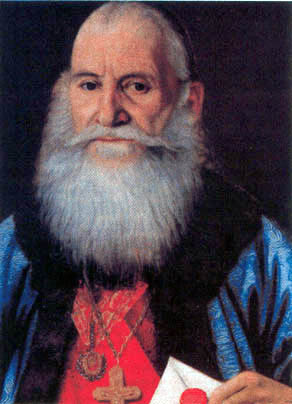
Mateja Nenadović

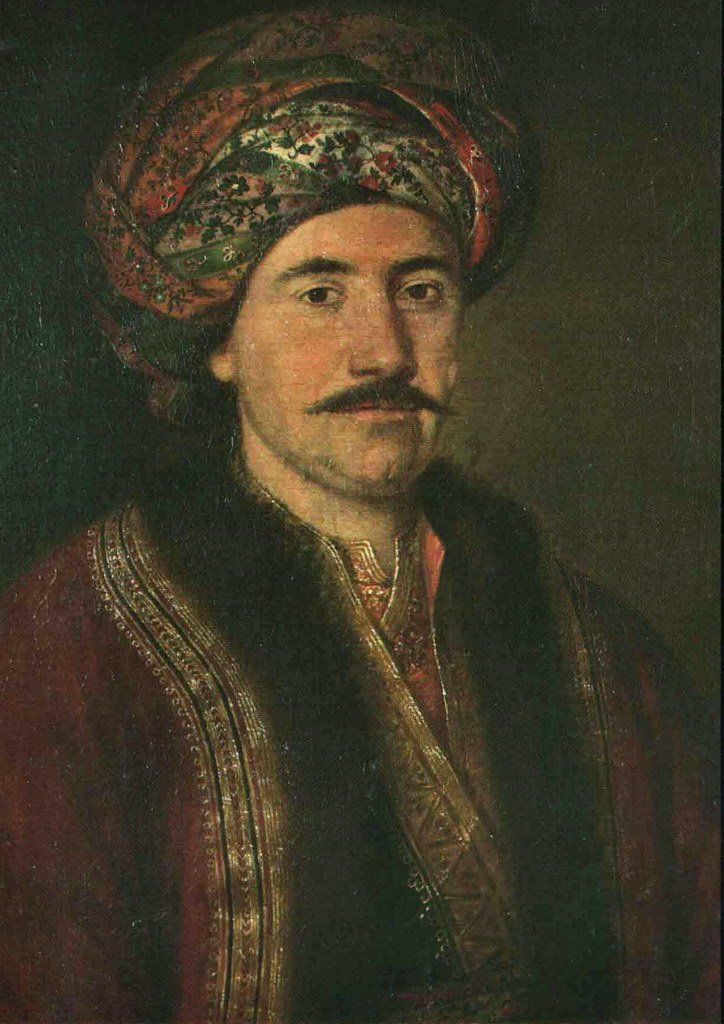
Miloš Obrenović

Con i primi successi, il popolo serbo organizzò una propria struttura istituzionale autonoma. Il potere venne diviso tra l'Assemblea del popolo (народна скупштина, narodna skupština), il Consiglio (Правитељствујушчи совјет, Praviteljstvujušči sovjet), e Karađorđe stesso che si autoproclamò principe di Serbia. L'8 gennaio 1806, dopo due anni di assedio, Belgrado fu espugnata e fu dichiarata capitale della Serbia liberata.
Nell'agosto 1806 ha luogo la battaglia di Mišar in cui un'armata turca giunta dalla Bosnia in soccorso al sultano fu battuta; contemporaneamente, a Deligrad i serbi sbaragliarono un secondo esercito imperiale.
A Belgrado iniziarono a stabilirsi uomini politici e di cultura, nel 1808 fu fondata l'Alta scuola che diventerà in seguito l'Università; nel 1811 vi fu creato il primo ministero. Nelle altre città liberate, i capi villaggio acquisirono un ruolo politico e amministrativo ufficiale. alcuni di loro, però, iniziarono a governare in maniera autonoma dal potere centrale, talvolta in aperto contrasto con l'autorità di Karađorđe che voleva mantenere per sé un potere assoluto.
Questo è, per esempio, il caso di Miloš Obrenović che da alleato si trasformò nel più grande avversario di Karađorđe. Altri notabili locali iniziarono ad abusare del potere acquisito originando anche il malcontento popolare. Frattanto, fu creata un'importante istituzione: l'esercito. Le diverse squadre di hajduk che avevano contribuito a liberare i villaggi dai turchi furono unificate e inquadrate. Karađorđe mantenne saldi contatti politici con l'Austria, la Francia e l'Impero russo ad opera, anche di Mateja Nenadović (Матеја Ненадовић), suo compagno di lotta divenuto importante figura diplomatica.
Grazie a questi contatti, generali austriaci e russi formarono le milizie serbe e le inquadrarono in strutture ben organizzate: nel 1813, l'esercito contava 12 000 reggimenti distribuiti in 32 città e 41 500 soldati. In più, venne creato il corpo mercenario dei Bećari (Бећари) con funzioni di guardie di frontiera.

### La fine della rivolta
Nel 1812 l'Impero ottomano uscì dalla guerra che lo vedeva contrapposto alla Russia. Alessandro I di Russia ritirò le sue armate dalla zona del Danubio, lasciando al Sultano Mahmud II la possibilità di attaccare la Serbia per riprenderne il possesso.
Approfittando anche dei dissidi interni alla dirigenza serba, gli ottomani nel 1813 riconquistarono le terre che si erano liberate. Numerosi principi e capi della rivolta fuggirono in Austria: tra questi anche Karađorđe, mentre Miloš Obrenović si consegnò alle autorità turche e ricevette il titolo di principe (knez, кнез).